# Pongara Nationalpark
Pongara Nationalpark (fransk: Parc national de Pongara) er en nationalpark i Gabon, der ligger nær hovedstaden Libreville, på sydsiden af Gabons flodmunding og ud tilAtlanterhavet. Nationalparken dækker et område på 929 km2 og består hovedsageligt af fugtige tropiske- og mangroveskove.

## Beskrivelse
Området er overvejende skovklædt og omfatter forskellige levesteder, herunder mangroveskov, sumpskov, flodskov og sæsonbestemt oversvømmet skov. Derudover er der en lang stribe sandstrand og noget græsklædt savanne i parken. Adskillige floder, såsom Remboué-, Igombiné- og Gomgouéfloden, løber gennem parken og munder ud i æstuariet/flodmundingen

## Flora
Mangroveskovene er domineret af arter som Avicennia og mangrovetræet Rhizophora, samt bregnen Acrostichum aureum og disse hjælper med at stabilisere habitatet og bremse vandgennemstrømningen.

## Dyreliv
Elefanter, gorillaer, aber, bøfler, dykkere og chimpanser findes i regnskoven, havskildpadder (Eretmochelys imbricata), grønne havskildpadder (Chelonia mydas) og olivengrøn bastardskildpadde (Lepidochelys olivacea) besøger flodmundingen, og strandene bruges af læderskildpadder som yngleplads. En lokal naturbeskyttelsesorganisation overvåger læderskildpaddernes hunner, når de kommer i land for at lægge deres æg, mærker dem, vogter rederne, driver et skildpaddeklækkeri og sørger for økologisk uddannelse til den lokale befolkning. Mange trækfugle besøger flodmundingen, og op til 10.000 vadefugle overvintrer der.